# Derek Connolly
Derek Connolly (Miami, 29 de Novembro de 1976) é um roteirista estadunidense. É mais conhecido por trabalhar em parceria com Colin Trevorrow, escrevendo os roteiros dos filmes Sem Segurança Nenhuma e Jurassic World, ambos dirigidos por Trevorrow.

## Carreira
Em 2008, Connolly começou a trabalhar como estagiário no programa Saturday Night Live, junto com seu amigo Colin Trevorrow, que conheceu na Universidade. Eles escreveram um roteiro de um filme policial intitulado Cocked and Loaded. Trevorrow disse que a experiência foi tão boa que ele desistiu de fazer roteiros sozinho e passou a trabalhar com Connolly.
Em 2012, Connolly escreveu o roteiro de Sem Segurança Nenhuma, um filme inspirado em um anúncio decorrido em uma edição de 1997 de Backwoods Home Magazine. Colin Trevorrow dirigiu. O filme recebeu vários prêmios, incluindo o Independent Spirit Award 2013 de Melhor Roteiro, vencido por Connolly.
Após o lançamento de Sem Segurança Nenhuma, Connolly e Trevorrow foram contratados pela Walt Disney Company para escrever um remake do filme de 1986, O Voo do Navegador.
Atualmente, Connolly está escrevendo um roteiro com Trevorrow, intitulado Vida Inteligente, que será produzido pela Big Beach.
Em 14 de Março de 2013, foi confirmado que Colin Trevorrow dirigirá o filme Jurassic World — o quarto filme da franquia Jurassic Park, que já arrecadou cerca de US$ 2 bilhões nos cinemas do mundo todo. Assim como em outros projetos, Derek Connolly também fará parceria com Trevorrow neste filme. O roteiro, foi escrito pelos dois parceiros e a data de estreia do filme está confirmada para 12 de junho de 2015.